# فريدريك أوزبورن
الجنرال فريدريك هنري أوسبورن (بالإنجليزية: Frederick Henry Osborn) (من مواليد 21 مارس 1889 - والمُتوفى في 5 يناير 1981) هو فاعل خير أميركي، وقائد عسكري، وعالم من علماء تحسين النسل. أسس فريدريك العديد من المنظمات ولعب دورًا مركزيًا في إعادة توجيه علم تحسين النسل في السنوات التي أعقبت الحرب العالمية الثانية بعيدًا عن وعي السباق والطبقات السابقة. تعتبر الجمعية الفلسفية الأمريكية أنه كان «الوجه المحترم لبحوث تحسين النسل في فترة ما بعد الحرب.»

## الحرب العالمية الأولى وتأسيس المنظمة
تخرج أوسبورن من جامعة برينستونفي عام 1910، والتحق بكلية الثالوث بجامعة كامبريدج، لمدة عام متقدم. صنعت عائلته ثروتها في قطاع السكك الحديدية، وذهب إلى أعمال العائلة حتى اندلاع الحرب العالمية الأولى، عندما خدم في الصليب الأحمر الأمريكي في فرنسا. كقائد للمنطقة المتقدمة خلال الـ 11 شهرا الأخيرة من الحرب. في عام 1928، ثم أصبح باحثًا مشاركًا في المتحف الأمريكي للتاريخ الطبيعي حيث درّس الأنثروبولوجيا والتجمع السكاني.
كان واحدًا من الأعضاء المؤسسين للجمعية الأمريكية لعلم تحسين النسل في عام 1926 وانضم إلى معهد غالتون في عام 1928، وعمل أمينًا لها في عام 1931. ولعب دورًا مركزيًا في تأسيس مكتب البحوث السكانية في جامعة برينستون عام 1936، وهو مركز بحث وتدريب ديموغرافي رائد. كان أوزبورن أحد الأمناء المؤسسين لصندوق بايونير في عام 1937، وهي مؤسسة خيرية مكلفة بتعزيز تحسين النسل.
ووفقًا لفيليب روشون، كان أوسبورن أول من أشار إلى أنه على الرغم من أن الأمريكيين من أصل أفريقي سجلوا درجات أقل من البيض في اختبارات الذكاء للإلتجاق بالجيش، فإن درجاتهم من خمس ولايات حضرية سجلت أعلى قليلاً من البيض من ثماني مناطق ريفية بالولايات الجنوبية مما يدل على تأثير العوامل الثقافية على درجات الذكاء.

## الحرب العالمية الثانية وحياته اللاحقة
زعم العديد من قادة الحقوق المدنية أنه حتى بعد الكشف عن الإبادة الجماعية في الحرب العالمية الثانية، بقيت تأثيرات تحسين النسل قوية في الولايات المتحدة بسبب أوسبورن وآخرين من المجتمع السكاني (بما في ذلك جون روكفلر، ولويس شتراوس، وكارل كومبتون، وديتليف برونك). كما شجع وأيد البرامج في ألمانيا النازية التي تقوم بإخصاء اليهود والبولنديين وغيرهم ممن يُعتبرون «غير مناسبين» للتكاثر. وعلى الرغم من أن أساليب وأعمال هتلر للإبادة الجماعية سببت الإشمئزاز في الولايات المتحدة، إلا أنه استمر في الترويج لمبادئ تحسين النسل.
تم اختيار أوزبورن في عام 1940 من قبل فرانكلين روزفلت لرئاسة اللجنة الاستشارية المدنية حول الخدمة الانتقائية. وبعد مرور خمسة أشهر، تولى رئاسة لجنة الجيش المعنية بالرعاية والاستجمام، المسؤولة عن الخدمات الإعلامية والتعليمية للأفراد العسكريين. وفي سبتمبر 1941، تم تعيينه كقائد للجنة وعُين رئيسًا لفرع المعنويات في قسم الحرب (الذي أطلق عليه لاحقًا قسم المعلومات والتعليم في الخدمات الخاصة). وبحلول نهاية الحرب، حصل على ترقية إلى الميجور جنرال وحصل على ميدالية النجمة البرونزية في باريس، ووسام الخدمة المتميزة، وميدالية الخدمة الانتقائية، وكان قائدًا فخريًا في المرتبة الأعلى من الإمبراطورية البريطانية وحصل على رتبة الإمبراطورية البريطانية.
خدم أوزبورن في برينستون، كأمين مستأجر من عام 1943 إلى عام 1955، وكعضو في العديد من المجالس الاستشارية، بما في ذلك لجنة المناهج ومجلس قسم علم النفس.

## روابط خارجية
- Frederick H. Osborn Papers via الجمعية الأمريكية للفلسفة
- Frederick H. Osborn quotes and excerpts
- "Study of Education at Princeton and the 1954 Advisee Project", assisted by Osborn, sought to "replace grand assumptions about university education with quantifiable facts and could potentially 'bring into view an entirely new horizon of educational accomplishment.'"
- Frederick H. Osborn Papers, 1941–1963, "correspondence and reports related to Osborn's service at Princeton." (papers not available online)
- Social Biology: Biannual Journal of the Study of Social Biology, جامعة ديوك.